# Country Preacher
Country Preacher es un álbum en directo del músico estadounidense de jazz Cannonball Adderley y editado en 1969. La grabación se realizó en una iglesia en Chicago, sin identificar, de la Southern Christian Leadership Conference durante la celebración de un evento de Operation Breadbasket. El álbum estuve dos meses en las listas R&B de Cash Box en 1970.
Considerado "una grabación sociológica", el concierto fue presentado por el reverendo Jesse Jackson, director de Operation Breadbasket. En la contraportada del álbum, Adderley escribe sobre Operation Breadbasket y Jackson.
En su presentación al tema que da título al álbum, Adderley expresa su admiración por el saxofonista Ben Branch, el director de la Orquesta y Coro de Operation Breadbasket. Branch y Jackson estaban hablando con Martin Luther King, Jr. en el momento de su asesinato.
El álbum es el primero en incluir a Booker como miembro del Quintet.

## Lista de temas
Presentación por el Reverendo Jesse Jackson
1. "Walk Tall" (Zawinul-Marrow-Rein) 5:03
2. "Country Preacher" (J. Zawinul) 4:30
3. "Hummin'" (N. Adderley) 6:32
4. "Oh Babe" (N. Adderley-J. Adderley) 4:50
5. "Afro-Spanish Omlet"  a. Umbakwen (N. Adderley) 4:30
b. Soli Tomba (W. Booker) 3:03
c. Oiga (J. Zawinul) 4:23
d. Marabi (J. Adderley) 3:47
6. "The Scene" (J. Zawinul-N. Adderley) 2:01

## Integrantes
- Julian "Cannonball" Adderley
- Nat Adderley (cornet y voz en "Oh Babe")[1]
- Joe Zawinul (teclados)
- Walter Booker (contrabajo)
- Roy McCurdy (batería)